# 이성욱 (가수)
이성욱(李成煜, 1973년 11월 6일 ~ )은 대한민국의 가수 겸 작곡가이다.

## 생애
1993년 다운타운 디스크 자키로 첫 데뷔하였고 1995년 3월 14일에 정식 가수 데뷔한 댄스 팝 음악 그룹 "R.ef"의 구성원으로서 '보컬'을 담당했다. 1996년 4월 15일에 발표된 《R.ef 2집》 음반 수록곡인 《금지된 U-Turn》은 그의 자작곡이다.
2007년에는 R&B 힙합 가수 노블레스(Noblesse)의 자작 히트곡인 《너에게 가고 있어》를 리메이크한 싱글 음반으로 솔로 가수로 데뷔하였다.
2017년부터 비쥬의 멤버인 주민과 함께 리멘즈라는 그룹을 결성하고 활동을 이어가고 있다.

## 학력
- 서울잠원초등학교 졸업
- 신반포중학교 졸업
- 반포고등학교 졸업
- 서울예술대학교 방송연예학과 전문학사

## 방송
- 1996년 KBS1 《TV는 사랑을 싣고》

## 논란
2012년 10월 7일, 이성욱과 이성욱의 前 배우자는 폭행 혐의로 서로를 고소했다. 2012년 10월 30일, 경찰은 "사건 조사 결과 이성욱과 前 부인 이모씨의 쌍방 폭행이 확인됐다. 이성욱은 상해 혐의로, 전처인 이모씨는 폭행 혐의로 검찰에 사건 기록을 넘겼다. 이성욱의 경우 폭행 사실을 부인했다. 하지만 前 부인이 제출한 진단서, 사진, 진술 등을 종합해 상해 혐의를 적용했다. 前 부인 이모씨는 이성욱의 뺨을 때렸다고 인정했다. 하지만 이성욱이 진단서를 내지 않아 폭행 혐의만 적용했다"고 말했다.
2013년 3월 20일에는 음주운전 혐의로 불구속 입건됐고 다음날 면허 정지 100일 처분을 받았다.